# Darmistus subvittatus
Darmistus subvittatus är en insektsart som beskrevs av Carl Stål 1859. Darmistus subvittatus ingår i släktet Darmistus och familjen krumhornskinnbaggar. Inga underarter finns listade i Catalogue of Life.